# Organoponía

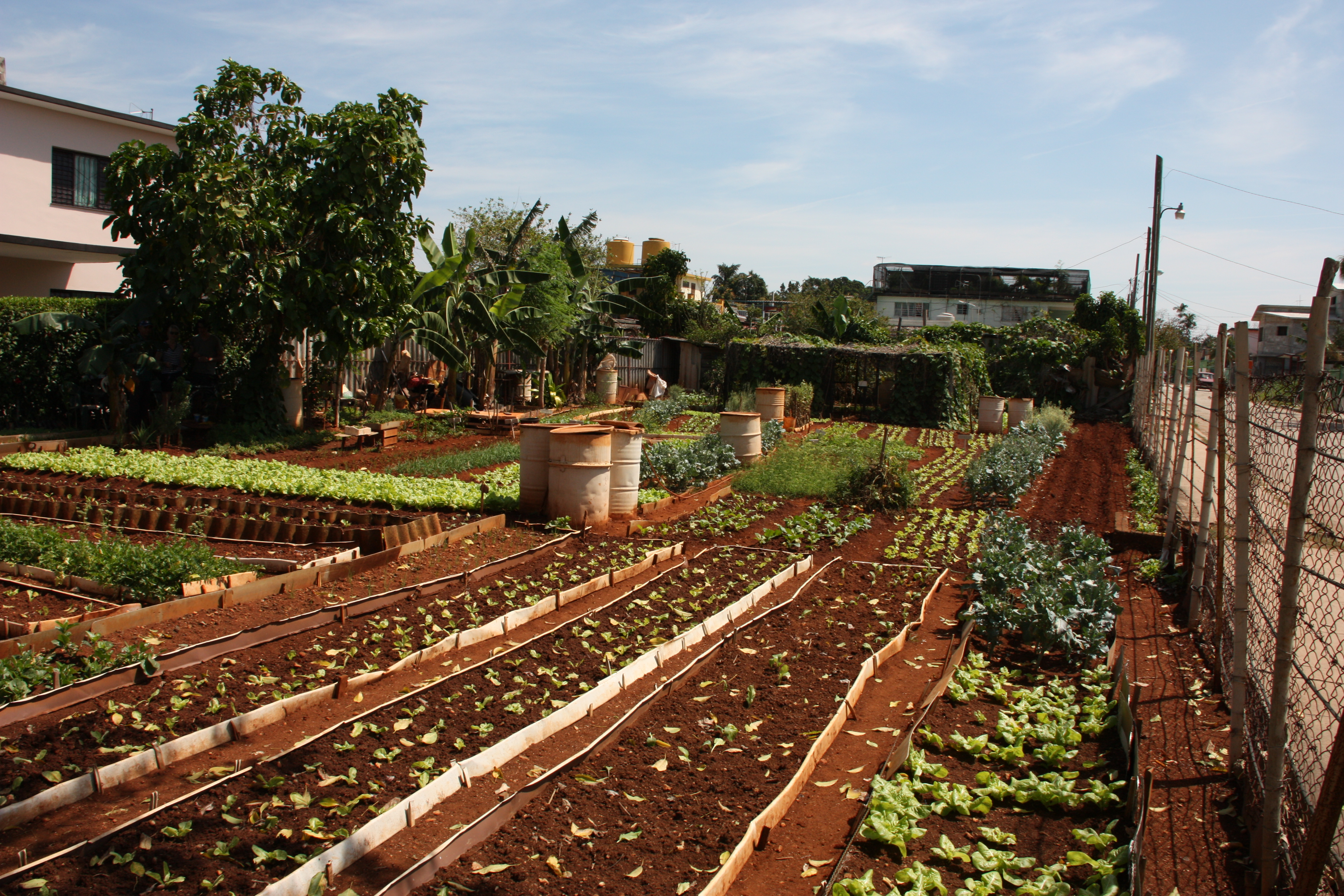
Cultivos organopónicos en La Habana.

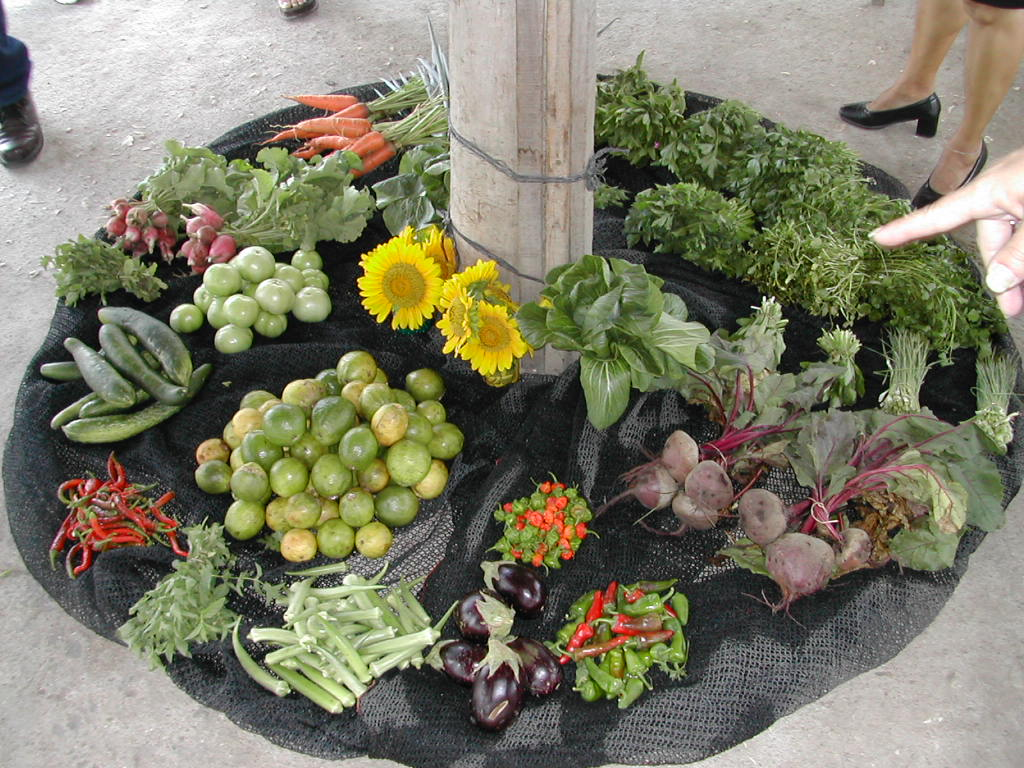
Productos y flores de un organopónico cubano.

Los cultivos organopónicos o simplemente organopónicos son un sistema de cultivo ecológico urbano originario de Cuba. Suelen consistir en paredes bajas de hormigón rellenadas de materia y tierra, con surcos para riego por goteo situados sobre los productos en crecimiento. Estos organopónicos proporcionan acceso a oportunidades de trabajo, suministro de comida fresca a la comunidad, mejora del vecindario y embellecimiento de áreas urbanas.
Los organopónicos surgieron como una respuesta de la comunidad por la falta de garantías en el sumistro de alimentos tras el colapso de la Unión Soviética. Funcionan gracias a fondos públicos.